# Carl Ernst Heinrich Ziller

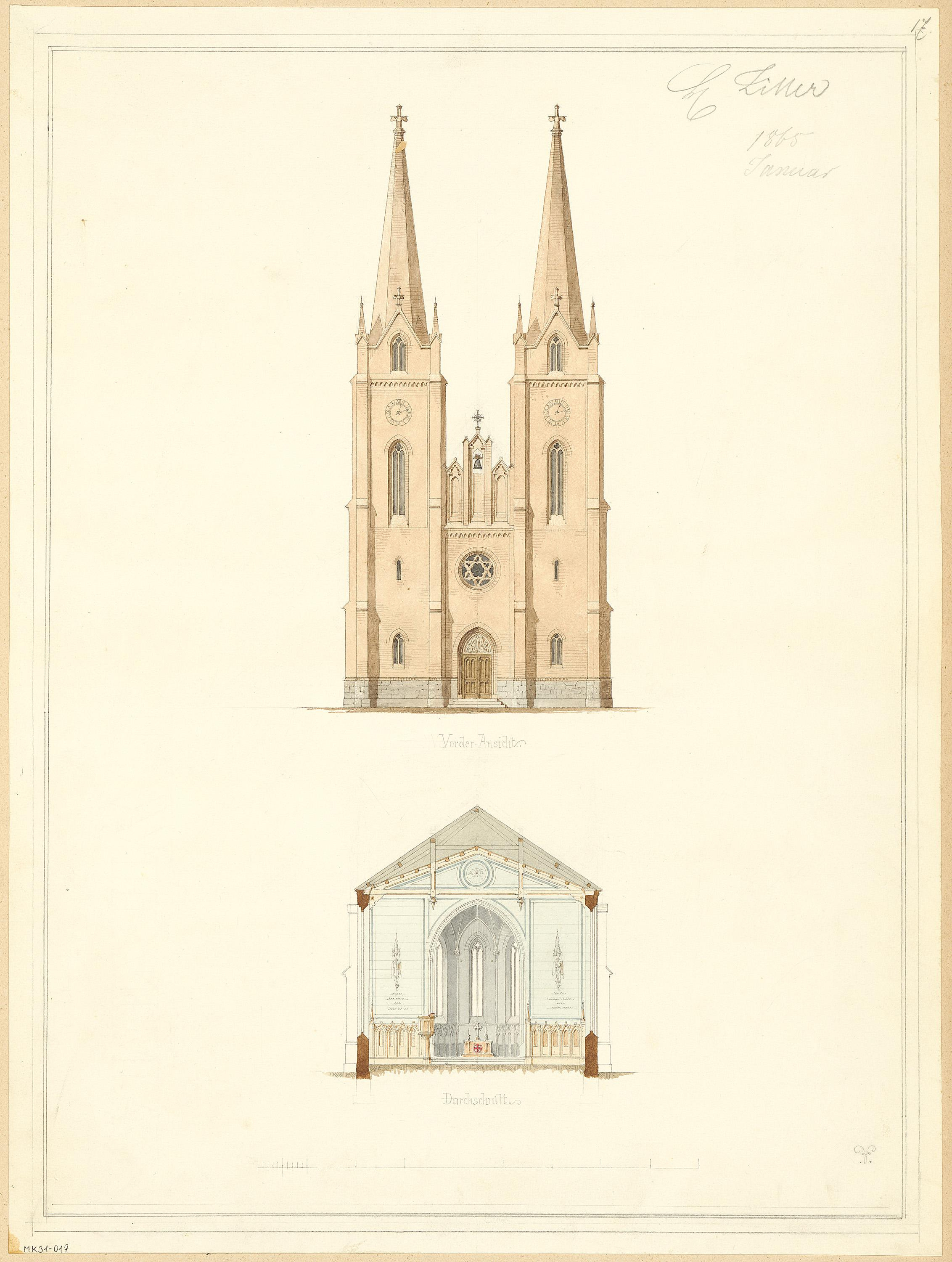
Carl Ernst Heinrich Ziller: Dorfkirche mit 300 Sitzplätzen. Monatskonkurrenz Januar 1865.

Carl Ernst Heinrich Ziller, häufig nur Ernst Ziller, (* 2. Oktober 1832 in Potsdam; † 30. Mai 1866 ebenda) war ein deutscher Architekt.

## Familie
Ziller war der erstgeborene Sohn des Baumeisters und Regierungsbaurats in Preußen, Christian Heinrich Ziller (1791–1868), und der ältere Bruder von Hermann Ziller (1844–1915).
Er stammte aus der sächsischen Baumeisterfamilie Ziller. Sein Vater war ein Vetter von Christian Gottlieb Ziller. Somit war er ein Vetter 2. Grades der in Sachsen wirkenden Gebrüder Moritz und Gustav Ziller sowie ihres in Griechenland tätigen älteren Bruders, des Baumeisters des griechischen Königs, Bauforschers und Archäologen Ernst Ziller (1837–1923). Da Carl Ernst Heinrichs Rufname ebenfalls Ernst war, kam es immer wieder zu Verwechslungen, so unter anderem im Allgemeinen Lexikon der Bildenden Künstler von der Antike bis zur Gegenwart.

## Leben
Ziller studierte an der Berliner Bauakademie. Im Jahr 1856 beschickte er die Berliner Akademie-Ausstellung mit dem Entwurf zu einem gotischen Dom. 1858 legte er an der Berliner Bauakademie die Bauführerprüfung ab und wurde Anfang 1859 als Bauführer (Referendar in der öffentlichen Bauverwaltung) bei der Bezirksregierung Potsdam vereidigt. 1859 erhielt er den Rompreis von 300 Talern für eine Studienreise. Im März 1862 trat er diese halbjährige Studienreise nach Italien an, die ihn über die Schweiz, Mailand, Genua nach Rom und weiter in den Süden nach Neapel mit Pompeji und Paestum führte, auf dem Rückweg nach Florenz, Siena, Verona und Venedig. Seine während dieser Reise angefertigten Zeichnungen und Aquarelle sowie sein Reisetagebuch gelangten in das Potsdam Museum und wurden 1998 im Winckelmann-Museum in Stendal ausgestellt.
Ab Dezember 1861 war Ziller Mitglied im Architekten-Verein zu Berlin (AVB). Ab etwa 1863 arbeitete er bei der Schlossbaukommission.
Ernst Ziller starb 1866 in Potsdam an „gastr. nerv. Fieber“ und wurde auf dem Alten Friedhof Potsdams im Erbbegräbnis seiner Familie (Linie 5, Nr. 4) beerdigt, das Anfang der 1980er Jahre aufgelassen wurde.
Das Architekturmuseum der Technischen Universität Berlin verwahrt weitere Entwürfe Zillers aus den Monatskonkurrenzen des AVB sowie Entwürfe und Reiseskizzen.

## Veröffentlichungen
- Carl Ernst Heinrich Ziller, mit Georg Erbkam: Italienische Türklopfer und Schmiedearbeiten. In: Zeitschrift für Bauwesen. Nr. 1, 1864, Sp. 13 (zlb.de). Atlas, Blatt 7 (digital.zlb.de).